# فلوران بارل
فلوران بارل (فرانسوی: Florent Barle‎؛ زادهٔ ۱۷ ژانویهٔ ۱۹۸۶ ‏(۳۹ سال)) دوچرخه‌سوار اهل فرانسه است.